# Vliegtuigongevalscenario
Een Vliegtuigongevalscenario of VOS is een gestandaardiseerde typering voor een incident op of rond een luchthaven waarbij een vliegtuig betrokken is. Het is in feite de luchthavenvariant van de Gecoördineerde Regionale Incidentbestrijdings Procedure. Een VOS regelt de benodigde opschaling, zowel van de hulpdiensten als van de luchthavendiensten. De opschaling van de hulpdiensten kan per regio en luchthaven verschillen. De lokale benaming van een VOS verschilt per luchthaven.

## Schiphol
Per 1 september 2012 maken de hulpdiensten op Schiphol gebruik van nieuwe kwalificaties om incidenten en calamiteiten met vliegtuigen te typeren.
Deze nieuwe VOS-kwalificaties zijn Vooralarm klein, Vooralarm groot, VOS klein en VOS groot. Daarmee verdwijnen de oude kwalificaties VOS 1 t/m 7. VOS staat voor ‘Vliegtuig Ongeval Schiphol’.

### Nieuwe VOS-kwalificaties
| Kwalificatiemogelijkheden luchtvaartuig- gerelateerde incidenten en calamiteiten Schiphol |                                                          | | | |
|                                                                                           | Geen ongeval/ voorwaarschuwing                           | Geen ongeval/ voorwaarschuwing                                                                              | Ongeval | Ongeval |
| Hulpdiensten                                                                              | Hulpdiensten op Schiphol kunnen situatie zelf afhandelen | Hulpdiensten op Schiphol hebben ondersteuning vanuit regio nodig in de vorm van materieel en / of personeel | Hulpdiensten op Schiphol hebben ondersteuning vanuit regio nodig in de vorm van materieel en / of personeel | Hulpdiensten op Schiphol hebben ondersteuning vanuit regio nodig in de vorm van materieel en / of personeel |
| Kwalificatie                                                                              | Vooralarm klein                                          | Vooralarm groot                                                                                             | VOS klein                                                                                                   | VOS groot                                                                                                   |
| Bijbehorend minimaal GRIP-niveau                                                          | 0                                                        | 2 | 0 | 3 |

#### Voorbeeld Vooralarm klein
De piloot van een vliegtuig in de lucht geeft aan de luchtverkeersleiding (LVNL) een ‘Pan- Pan- call’ af. De piloot wil een voorzorgslanding maken. LVNL communiceert deze informatie naar de Flow Manager Aircraft die de situatie ‘kwalificeert’ met ‘Vooralarm klein’. De luchthavenbrandweer, Airport Medical Services en de Koninklijke Marechaussee worden gealarmeerd en gaan uit voorzorg langs de baan staan. Het vliegtuig landt veilig, de brandweer controleert het vliegtuig en geeft aan wanneer de situatie veilig is.

#### Voorbeeld Vooralarm groot
De piloot van een vliegtuig in de lucht geeft aan de luchtverkeersleiding (LVNL) een ‘May-Day- call’ af. Het vliegtuig verkeert in een noodsituatie en komt terug naar Schiphol. LVNL communiceert deze informatie naar de Flow Manager Aircraft die de situatie ‘kwalificeert’ met ‘Vooralarm groot’. De luchthavenbrandweer, Airport Medical Services, de Geneeskundige Hulpverleningsorganisatie in de Regio (GHOR), de regionale brandweer en politie en de  Koninklijke Marechaussee gaan ter plaatse om direct in te kunnen grijpen als dat nodig is. Het vliegtuig landt veilig, de brandweer controleert het vliegtuig en geeft aan wanneer de situatie veilig is.

#### Voorbeeld VOS klein
Een klein zakenvliegtuig zakt na de landing door zijn landingsgestel. De luchtverkeersleiding ziet dit en communiceert deze informatie naar de Flow Manager Aircraft die de situatie ‘kwalificeert’ met ‘VOS klein’. De luchthavenbrandweer, Airport Medical Services en de Koninklijke Marechaussee gaan ter plaatse, blussen een eventueel ontstane brand, zorgen voor een overleefbare situatie en ondersteunen de bevrijding van de passagiers en bemanning uit het vliegtuig. Er is geen ondersteuning noodzakelijk van de regionale hulpdiensten.

#### Voorbeeld VOS groot
Een groot passagiersvliegtuig met 500 mensen aan boord crasht in de landing net voor de baan. Het vliegtuig schuift over de landingsbaan en er breekt brand uit. De luchtverkeersleiding ziet dit en communiceert deze informatie naar de Flow Manager Aircraft (FMA). Er is ondersteuning noodzakelijk van de regionale brandweer en waarschijnlijk van een grotere hoeveelheid ambulances. De AOM kwalificeert de situatie met ‘VOS groot’. De luchthavenbrandweer, Airport Medical Services, de Geneeskundige Hulpverleningsorganisatie in de Regio (GHOR), het Rode Kruis (Noodhulpteam), de regionale brandweer, politie en de Koninklijke Marechaussee gaan ter plaatse. Het vuur wordt geblust, mensen worden bevrijd en verzorgd.

#### Informatie over het vorige systeem
Vliegtuigalarmeringen kunnen volgens de alarmregeling van Amsterdam Airport Schiphol in verschillende vormen voorkomen: oplopend van VOS 1 tot VOS 7. 'VOS' staat hierbij voor Vliegtuig Ongeval Schiphol, het cijfer geeft de zwaarte van het alarm aan (de GRIP-situatie geeft de minimum opschaling van de hulpdiensten aan):
- VOS 1 - 'Pan-pan call', een waarschuwing van de piloot dat iets niet in orde is (dit kan van alles zijn).
- VOS 2 - 'mayday call', een waarschuwing dat er een serieus probleem is, minder dan 50 personen aan boord. (GRIP 2[1])
- VOS 3 - 'mayday call', een waarschuwing dat er een serieus probleem is, 50-250 personen aan boord. (GRIP 2)
- VOS 4 - 'mayday call', een waarschuwing dat er een serieus probleem is, 250 of meer personen aan boord. (GRIP 2)
- VOS 5 - 'crash', minder dan 50 personen aan boord. (GRIP 3)
- VOS 6 - 'crash', 50-250 personen aan boord. (GRIP 3)
- VOS 7 - 'crash', 250 of meer personen aan boord.(GRIP 3)

## Eindhoven
Op Eindhoven Airport/Vliegbasis Eindhoven gelden de volgende scenarios:
- Paraat - Voorzorgslanding of klein incident welke door de luchthaven brandweer wordt afgehandeld.
- Stand By (Scenario 1) - Noodlanding van een vliegtuig met 1-6 personen aan boord.
- Stand By (Scenario 2) - Noodlanding van een vliegtuig met 7-54 personen aan boord.
- Stand By (Scenario 3) - Noodlanding van een vliegtuig met meer dan 54 personen aan boord.
- Crash Alpha (Scenario 1) - Crash van een vliegtuig op het vliegveld met 1-6 personen aan boord. Of een ongeluk met een vliegtuig onderweg van of naar of op een afhandelingspositie met 1-6 personen aan boord.
- Crash Alpha (Scenario 2) - Crash van een vliegtuig op het vliegveld met 7-54 personen aan boord. Of een ongeluk met een vliegtuig onderweg van of naar of op een afhandelingspositie met 7-54 personen aan boord.
- Crash Alpha (Scenario 3) - Crash van een vliegtuig op het vliegveld met meer dan 54 personen aan boord. Of een ongeluk met een vliegtuig onderweg van of naar of op een afhandelingspositie met meer dan 54 personen aan boord.
- Crash Bravo (Scenario 1) - Crash van een vliegtuig buiten het vliegveld met 1-6 personen aan boord.
- Crash Bravo (Scenario 2) - Crash van een vliegtuig buiten het vliegveld met 7-54 personen aan boord.
- Crash Bravo (Scenario 3) - Crash van een vliegtuig buiten het vliegveld met meer dan 54 personen aan boord.

## Rotterdam
Vliegtuigalarmeringen kunnen volgens de alarmregeling van Rotterdam Airport in verschillende vormen voorkomen: oplopend van VOR 1 tot VOR 7. 'VOR' staat hierbij voor Vliegtuig Ongeval Rotterdam, het cijfer geeft de zwaarte van het alarm aan:
- VOR 1 - Voorzorgslandingen of klein incident.
- VOR 2 - Noodlanding van een vliegtuig met 1-6 personen aan boord.
- VOR 3 - Noodlanding van een vliegtuig met 7-54 personen aan boord.
- VOR 4 - Noodlanding van een vliegtuig met meer dan 54 personen aan boord.
- VOR 5 - Crash van een vliegtuig met 1-6 personen aan boord. Of een ongeluk met een vliegtuig onderweg van of naar of op een afhandelingspositie met 1-6 personen aan boord.
- VOR 6 - Crash van een vliegtuig met 7-54 personen aan boord. Of een ongeluk met een vliegtuig onderweg van of naar of op een afhandelingspositie met 7-54 personen aan boord.
- VOR 7 - Crash van een vliegtuig met meer dan 54 personen aan boord. Of een ongeluk met een vliegtuig onderweg van of naar of op een afhandelingspositie met >54 personen aan boord.

## Eelde
Op Groningen Airport Eelde gelden de volgende scenarios:
- 1A -Voorzorgslanding van een vliegtuig met 1-6 personen aan boord.
- 1B -Crash van een vliegtuig met 1-6 personen aan boord.
- 2A -Noodlanding van een vliegtuig met 7-50 personen aan boord.
- 2B -Crash van een vliegtuig met 7-50 personen aan boord.
- 3A -Noodlanding van een vliegtuig met meer dan 50 personen aan boord.
- 3B -Crash van een vliegtuig met meer dan 50 personen aan boord.
- 4 -Ramp op afstand, het gaat hier dan voornamelijk om vliegtuigongevallen buiten het luchthaventerrein.
- 5 -Brand, ongeval of ander incident op luchthaventerrein
- 6 -Verstoring van de openbare orde
- 7 -Kaping of gijzeling
- 8 -Bommelding

## Maastricht - Aachen Airport (vliegveld Beek)
- Vooralarm vliegtuig klein

Vliegtuig met een maximum startgewicht kleiner dan 6 ton
Conform Hulpverlening klein
- Vliegtuigongeval klein

Vliegtuig met een maximum startgewicht kleiner dan 6 ton.
Conform Hulpverlening klein.
- Vooralarm vliegtuig middel

Vliegtuig met een maximum startgewicht tussen 6 en 22 ton.
1x Peloton hulpverlening.
- Vliegtuigongeval middel

Vliegtuig met een maximum startgewicht tussen 6 en 22 ton.
1x Peloton hulpverlening.
- Vooralarm vliegtuig groot

Vliegtuig met een maximum startgewicht groter dan 22 ton.
1x Peloton hulpverlening.